# Зульцфельд (Баден)
Зульцфельд (нем. Sulzfeld) — община в Германии, в земле Баден-Вюртемберг.
Подчиняется административному округу Карлсруэ. Входит в состав района Карлсруэ. Население составляет 4640 человек (на 31 декабря 2010 года). Занимает площадь 18,76 км².